# Кароліна (Західна Вірджинія)
Кароліна (англ. Carolina) — переписна місцевість (CDP) в США, в окрузі Меріон штату Західна Вірджинія. Населення — 390 осіб (2020).

## Географія
Кароліна розташована за координатами 39°28′46″ пн. ш. 80°16′20″ зх. д. / 39.47944° пн. ш. 80.27222° зх. д. (39.479387, -80.272261).  За даними Бюро перепису населення США в 2010 році переписна місцевість мала площу 2,15 км², з яких 2,15 км² — суходіл та 0,00 км² — водойми.

## Демографія
Згідно з переписом 2010 року, у переписній місцевості мешкало 411 особа в 167 домогосподарствах у складі 119 родин. Густота населення становила 191 особа/км².  Було 198 помешкань (92/км²).
Расовий склад населення:
| - 80,3 % — білих - 12,7 % — чорних або афроамериканців - 0,2 % — вихідців з тихоокеанських островів - 0,2 % — корінних американців |

До двох чи більше рас належало 6,6 %. Частка іспаномовних становила 0,2 % від усіх жителів.
За віковим діапазоном населення розподілялося таким чином: 25,5 % — особи молодші 18 років, 62,3 % — особи у віці 18—64 років, 12,2 % — особи у віці 65 років та старші. Медіана віку мешканця становила 36,7 року. На 100 осіб жіночої статі у переписній місцевості припадало 105,5 чоловіків;  на 100 жінок у віці від 18 років та старших — 101,3 чоловіків також старших 18 років.
За межею бідності перебувало 22,3 % осіб, у тому числі 0,0 % дітей у віці до 18 років та 49,3 % осіб у віці 65 років та старших.
Цивільне працевлаштоване населення становило 256 осіб. Основні галузі зайнятості: освіта, охорона здоров'я та соціальна допомога — 29,3 %, будівництво — 21,9 %, науковці, спеціалісти, менеджери — 18,0 %.